# 対中いずみ
対中 いずみ（たいなか いずみ、1956年1月1日 - ）は、日本の俳人。

## 経歴
大阪府大阪市生まれ。滋賀県大津市在住。田中裕明に師事。
2000年、俳誌「ゆう」に入会。2004年、第4回ゆう俳句賞受賞。2005年、田中裕明の死去にともない「ゆう」終刊。同年、「椋」「晨」入会。森賀まりらと、田中裕明研究と作品を語る雑誌「静かな場所」を発行。また、『田中裕明全句集』（ふらんす堂、2007年）刊行に際しては、同書刊行委員会に参画し、年譜の執筆を担当した。その後、「椋」「晨」を退会、「秋草」会員。
「桜の実ひとつ拾ひて渚まで」「足音のやうに波くる芒種かな」などに見られるように、生活に近い自然の一側面、一側面を大切にした作品が特徴。

## 受賞歴
- 2004年：第4回ゆう俳句賞受賞
- 2005年：第20回俳句研究賞受賞（作品「螢童子」50句にて）
- 2018年：第68回滋賀県文学祭文芸出版賞（句集『水瓶』にて）
- 2019年：第7回星野立子賞（句集『水瓶』にて）

## 著書
- 句集『冬菫』 ふらんす堂〈ふらんす堂精鋭俳句叢書〉、2006年 ISBN 9784894028234
- 句集『巣箱』 ふらんす堂、2012年 ISBN 9784781404820
- 句集『水瓶』 ふらんす堂、2018年 ISBN 9784781410685
- シリーズ自句自解Ⅱ ベスト100『対中いずみ』 ふらんす堂、2020年 ISBN 9784781413259
- 句集『蘆花』 ふらんす堂、2025年 ISBN 9784781417462